# Žernov (district de Semily)
Pour les articles homonymes, voir Žernov.
Žernov  (en allemand : Schernow) est une commune du district de Semily, dans la région de Liberec, en République tchèque. Sa population s'élevait à 231 habitants en 2021.

## Géographie
Žernov se trouve à 3 km au nord du centre de Rovensko pod Troskami, à 7 km au sud-ouest de Semily, à 28 km au sud-est de Liberec et à 80 km au nord-est de Prague.
La commune est limitée par Tatobity au nord, par Veselá à l'est et par Rovensko pod Troskami au sud et à l'ouest.

## Histoire
La première mention écrite du village date de 1375.

## Administration
La commune se compose de cinq sections :
- Křečovice 1.díl ;
- Podtýn ;
- Proseč ;
- Sýkořice ;
- Žernov.

## Galerie

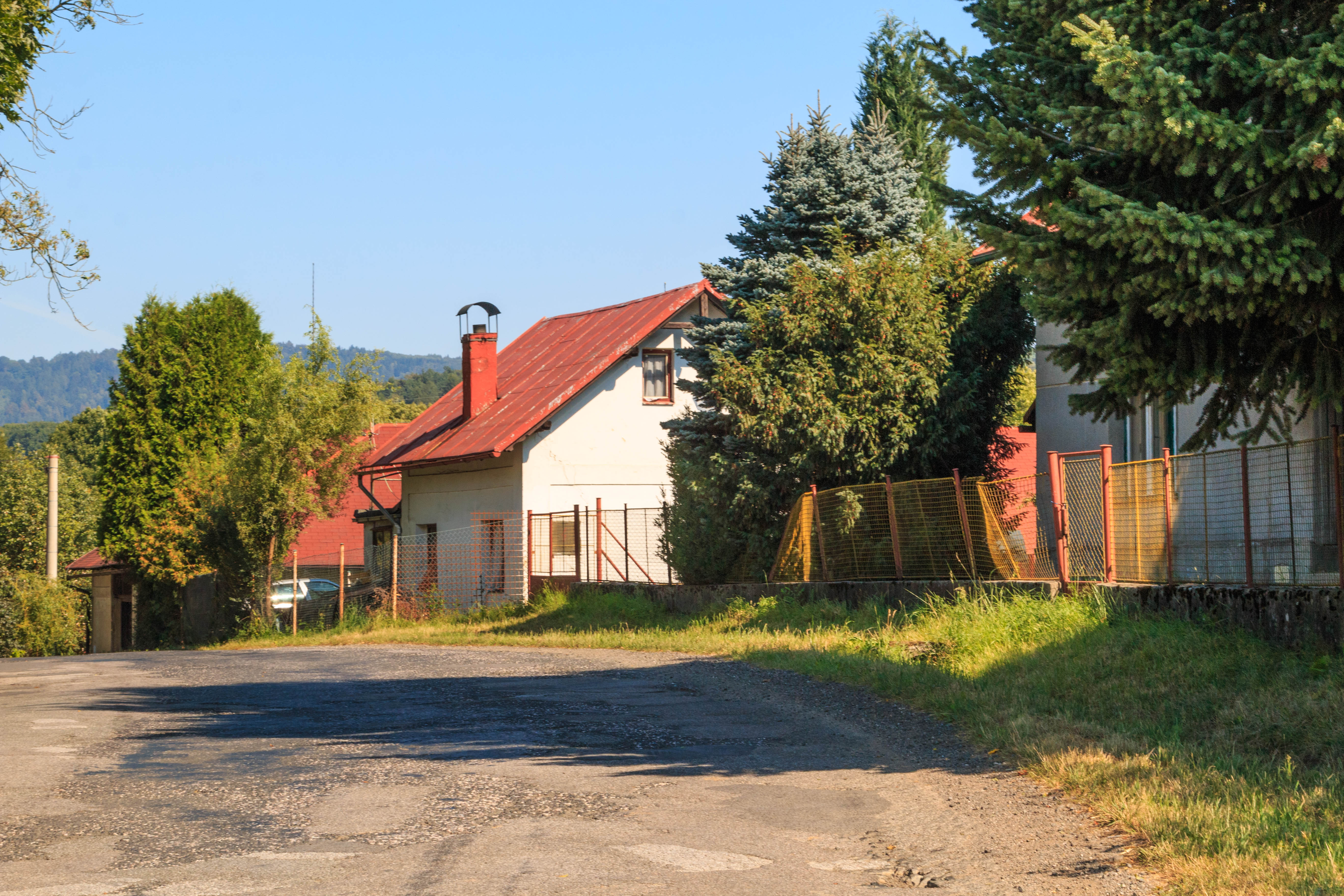
Sýkořice.
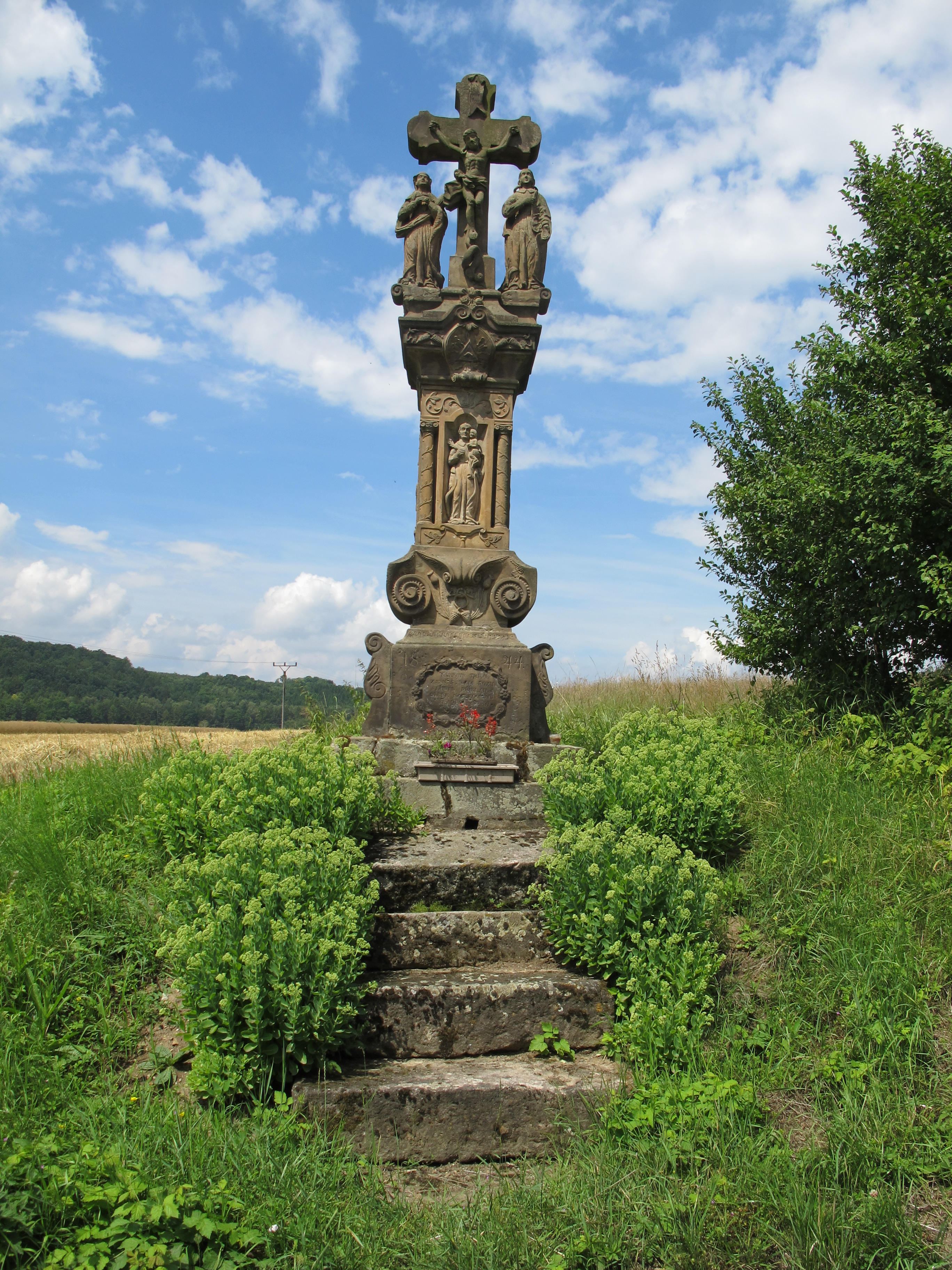
Calvaire à Sýkořice.

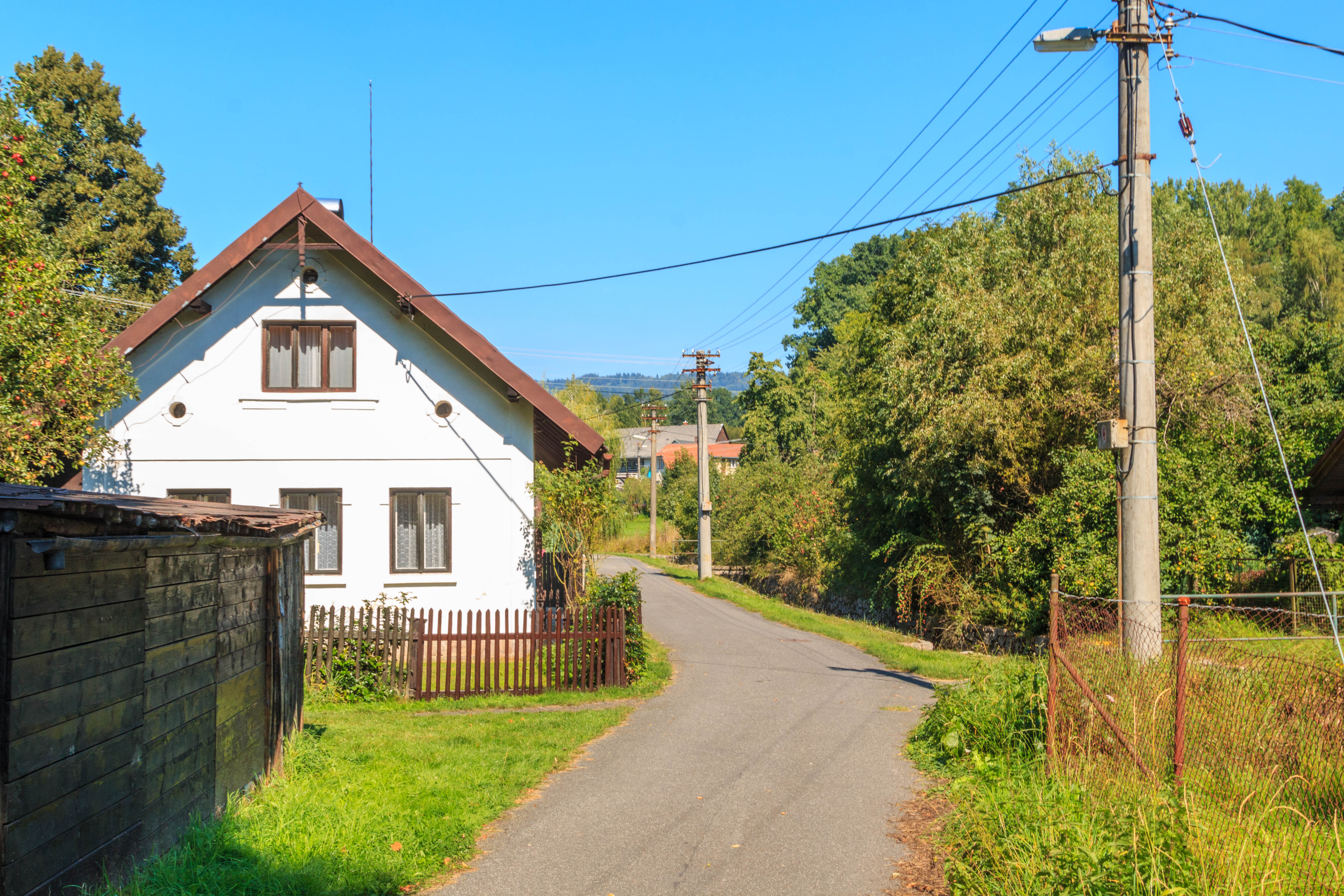
Rue à Žernov.

## Transports
Par la route, Žernov se trouve à 12 km de Turnov, à 12 km de Semily, à 38 km de Liberec et à 103 km du centre de Prague.